# Bicicletta di Leonardo da Vinci

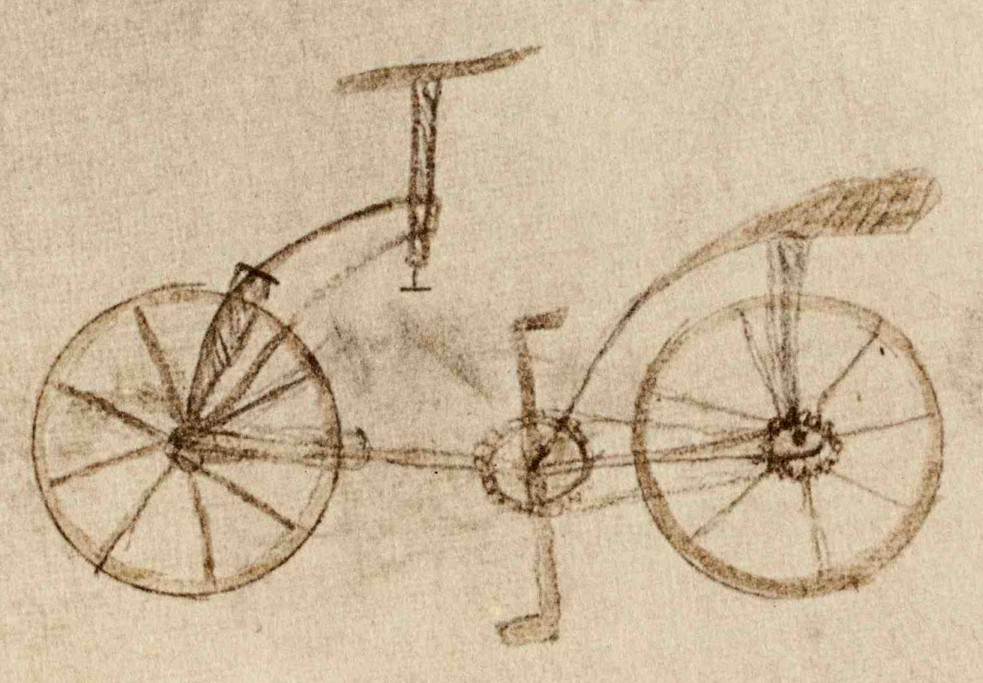
Il disegno nel Codice Atlantico

La cosiddetta bicicletta di Leonardo da Vinci è un disegno contenuto nel Codice Atlantico e falsamente ritenuto un progetto di Leonardo da Vinci.

## Descrizione

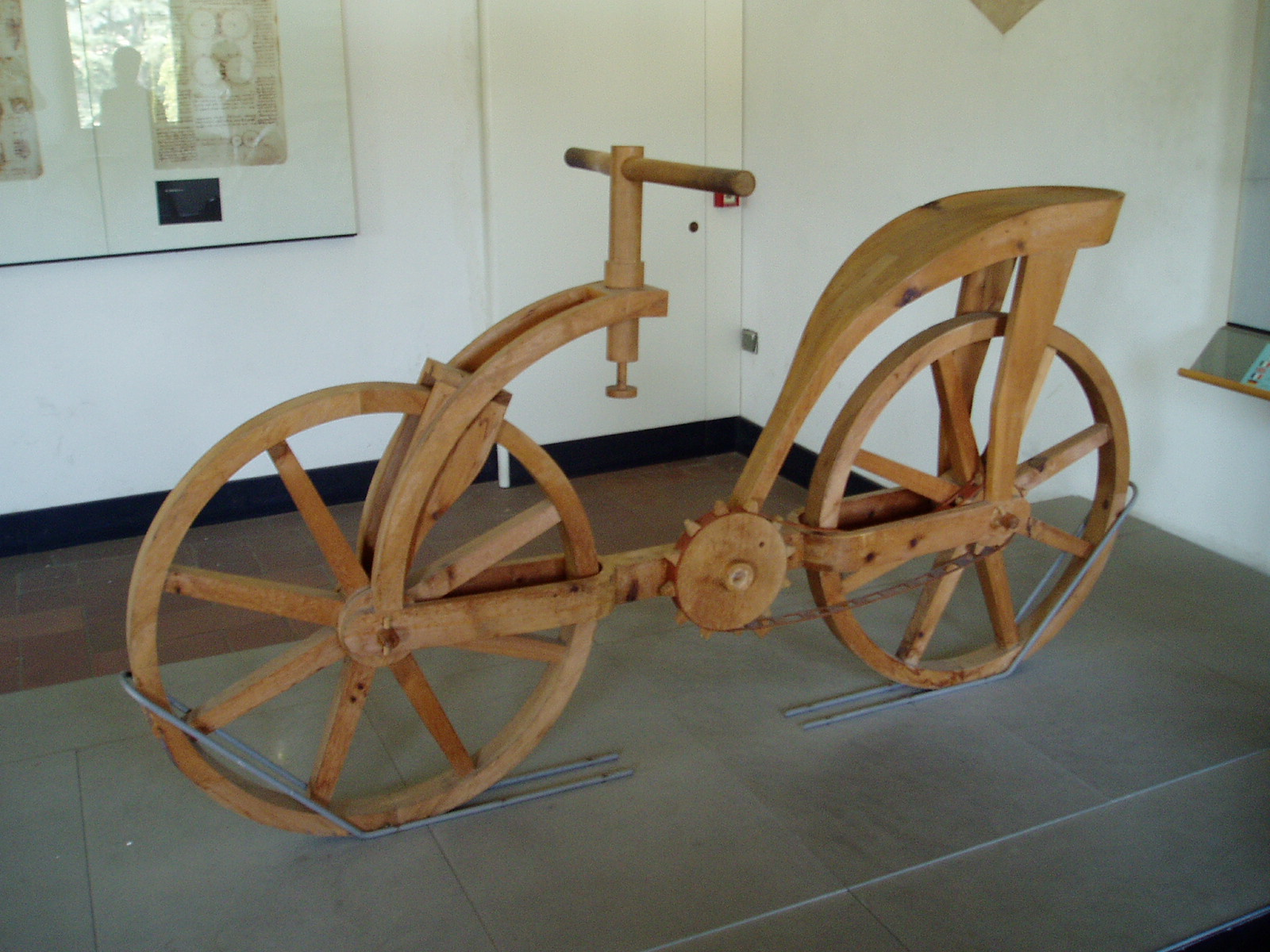
Ricostruzione basata sul disegno

In occasione del lungo restauro del Codice Atlantico realizzato negli anni sessanta del Novecento, tutti i disegni in esso contenuti furono staccati dai fogli di sostegno; in questo modo fu possibile vedere il retro anche dei disegni completamente incollati da Pompeo Leoni.
Augusto Marinoni, che curò la pubblicazione integrale del Codice Atlantico, annunciò che il foglio 133 riportava sul retro il disegno di una bicicletta insieme ad altri disegni probabilmente realizzati da assistenti di Leonardo. La scoperta portò una divisione tra gli studiosi: alcuni ritennero la «bicicletta» copia di un progetto di Leonardo realizzata da un assistente o da un allievo, mentre altri la ritennero una completa falsificazione con sospetti sullo stesso Marinoni.
Nel 1978 Carlo Pedretti pubblicò copia del disegno da lui visto in controluce nel 1961, prima del restauro, formato solamente da alcuni elementi geometrici.

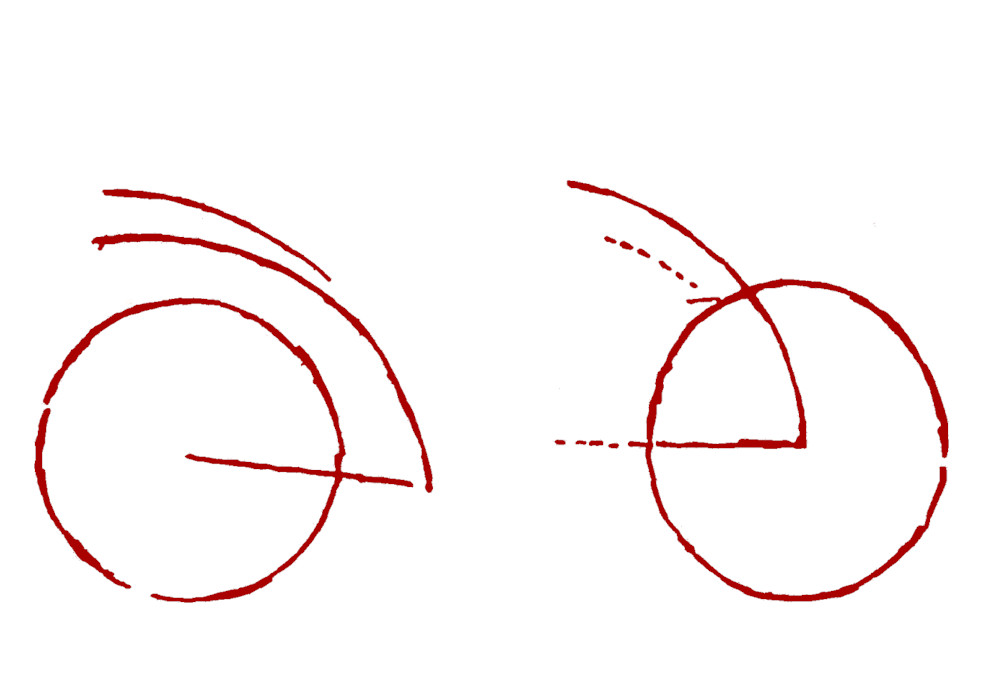
Disegno visto in controluce da Pedretti
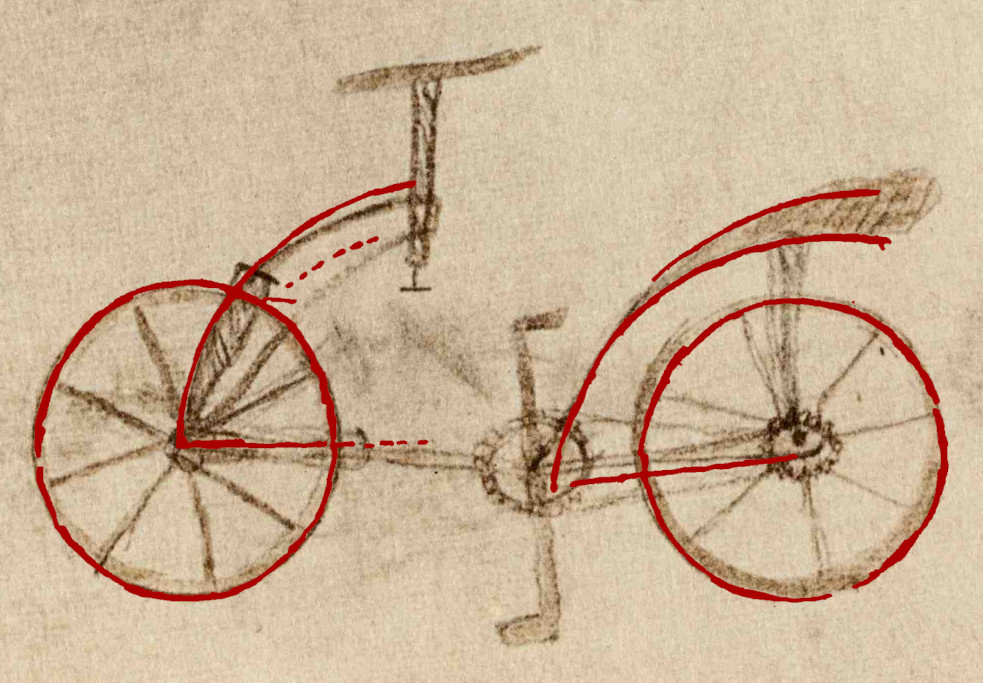
Sovrapposizione al disegno della «bicicletta»

Nel 1997, all'ottava Conferenza internazionale sulla storia del ciclismo, tenuta a Glasgow, Hans-Erhard Lessing mostrò gli elementi di incongruenza del disegno.
Attualmente la quasi totalità degli studiosi concorda nel ritenere il disegno un'alterazione eseguita con una matita moderna, perciò privo di qualsiasi legame con Leonardo o i suoi assistenti.